# جاوشير كيروني
جاوشير كيروني أو الجاوشير المعروف أو حليب البقر  (الاسم العلمي:Opopanax chironius) هو نوع من النباتات يتبع جنس الجاوشير من الفصيلة الخيمية. والجاوشير مفردة معربة عن الفارسية ومعناه لبن البقر لبياضه. والاسم العلمي Opopanax مركب من اليونانية opos بمعنى صمغ suc أو عصارة أو نُـسغ أو مُجاجة ومن panax بمعنى نبات طبي ـ ومنها panacée. هو نبات المناطق الحارة بأوروبا وآسيا، يستعمل في الصيدلة لصناعة مراهم وبلاسم baumes كما يستعمل في صناعة العطور.
ومن أسمائه كذلك:كاوشير وحليب البقر وفاناقس إيراقليون (يونانية Panakes herakleon) وفاناقس خرونيون (يونانية Panakes chironium). والجاوشير أيضا هو صمغ هذا النبات.
وقد جاء في تذكرة أولى الألباب للشيخ داود الأنطاكي:«[جاوشير] نبات فارسي معرب عن كلوشير ومعناه حليب البقر لبياضه وهو شجر يطول فوق ذراع خشن مزغب ورقه كورق الزيتون وله أكاليل كالشبت يخلف زهرا أصفر وبزرا يقارب الانيسون لكنه كقشر أصله بين زرقة وسواد مر الطعم تشرط هذه الشجرة فيسيل منها صمغ إذا جمد كان باطنه أبيض وظاهره بين سواد وحمرة هو الجاوشير المستعمل ويدرك بتموز أجوده الطيب الرائحة المتفتت السريع الانحلال في الخل والماء المبيض للماء إذا حل فيه ويغش بالشمع والأشق والفرق ما ذكرنا وهو حار يابس في الثالثة أو يبسه في الثانية ينفع من سائر الأمراض الباردة خصوصا البلغمية كالفالج واللقوة والقولنج الغليظ والرصاصي يدر الحيض بسرعة ويخرج الجنين الميت أكلا وحمولا ويقطر في الاذن فيفتح الصمم وينفع نزف المدة والسعال واليرقان والحصى وعسر البول. ومن خواصه: أنه يصلح الأعصاب الضعيفة ويضعف الصحيحة ويجبر العظام ويمنع النوازل والسموم والصرع وبياض العين كحلا ونزول الماء وتحشى به الأسنان فيسكن الوجع ويمنع التأكل وإذا طلى على القروح والنار الفارسية قطعها وهو يضر الأنثيين ويصلحه المرماخور وشربته إلى نصف مثقال وبدله لبن التين أو القنة وكل ما كان أسود أو قليل المرارة أو جاوز سنة ففاسد».